# São Gonçalo (Rio de Janeiro)
 São Gonçalo is een Braziliaanse gemeente in de staat Rio de Janeiro gelegen op 25 km van de stad Rio de Janeiro, en maakt deel uit van de grootstedelijke mesoregio Rio de Janeiro. Bij de volkstelling van 2022 had São Gonçalo 896.744 inwoners en is het na de stad Rio de Janeiro zelf, de meest bevolkte stad van de staat.

## Geschiedenis
Koloniaal heerser Gonçalo Gonçalves stichtte in 1579 de plaats São Gonçalo en liet er de kapel van  São Gonçalo D'Amarante oprichten.De kapel bevond zich op de plaats waar thans de hoofdkerk van São Gonçalo staat. Bij het begin van de kolonisering werd het gebied bewoond door het inheemse volk van de Tamoios. In het begin van de 17e eeuw werd door de jezuïeten een boerderij opgericht op de plaats van het huidige Colubandê. Het hoofdgebouw van deze "fazenda" wordt thans nog gebruikt als hoofdzetel van de militaire politie van de staat Rio de Janeiro. In 1646 telde de plaats al 6.000 inwoners. 
In 1890 werd São Gonçalo een district van Niterói en in 1929 kreeg São Gonçalo het statuut van stad. In periode van 1940 tot 1950 begon de industrialisering en kreeg São Gonçalo de bijnaam „Manchester Fluminense“.

## Aangrenzende gemeenten
De gemeente grenst aan Itaboraí, Maricá en Niterói.

## Verkeer en vervoer
De plaats ligt aan de noord-zuidlopende weg BR-101 tussen Touros en São José do Norte. Daarnaast ligt ze aan de wegen RJ-104 en RJ-106.

## Bekende inwoners van São Gonçalo

### Geboren
- Thomaz Soares da Silva, "Zizinho" (1922-2002), voetballer
- Roberto Miranda (1943), voetballer
- Leonardo dos Santos Silva, "Leonardo II" (1976), voetballer
- Claudia Leitte (1980), zangeres
- Anderson Soares de Oliveira "Anderson Bamba" (1988), voetballer
- Jucilei da Silva "Jucilei" (1988), voetballer
- Matheus Dória Macedo "Dória" (1994), voetballer
- Thalles Lima de Conceição Penha, "Thalles" (1995-2019), voetballer
- Robert Gonçalves Santos, "Robert" (1996), voetballer
- Vinícius José Paixão de Oliveira Júnior, "Vinícius Junior" (2000), voetballer
- Marcos Paulo Costa do Nascimento (2001), voetballer